# Carson Wentz
Carson James Wentz (Raleigh, Carolina del Norte, 30 de diciembre de 1992). Es un mariscal de campo de fútbol americano, actualmente milita en los Kansas City Chiefs de la National Football League. Wentz jugó fútbol americano universitario en la Universidad Estatal de Dakota del Norte, donde ganó dos campeonatos nacionales consecutivos de la NCAA FCS como titular.  Fue seleccionado en segundo lugar en la general por los Philadelphia Eagles en el draft de la NFL de 2016, lo que lo convirtió en el jugador de FCS mejor seleccionado.

## Biografía
Wentz asistió a Century High 30 de hool en Bismarck, Dakota del Norte. Allí jugó al fútbol americano como quarterback y defensive back, y también practicó otros deportes como el béisbol y el baloncesto.

## Carrera

### Universidad
Tras su paso por el instituto, Wentz decidió unirse a la Universidad Estatal de Dakota del Norte, donde jugó para los Bison. En su primer año, Wentz completó 12 de 16 pases para 166 yardas y 2 touchdowns. En 2013, su segundo año, acabó la temporada con 22 de 30 pases para 209 yardas y 1 touchdown.
En total, Wentz acabó su estancia en North Dakota State con 392 pases completos de 612 para 5,115 yardas y 45 touchdowns, con 14 intercepciones.
En febrero de 2018 anunció su compromiso con Maddie Oberg. La pareja se casó en julio de ese año en Bucks County. En noviembre de 2019 la pareja anunció que Maddie se encontraba embarazada de su primer hijo. Han tenido tres hijas en total: Hadley, Hudson y Hayes.

### NFL

#### Philadelphia Eagles
Wentz fue seleccionado por los Philadelphia Eagles en la primera ronda (puesto 2) del draft de 2016. El 12 de mayo de 2016, Wentz firmó un contrato de 4 años por un valor de $26.67 millones, con $17.6 millones de bonus por firmar.
Quarterback titular de la temporada 2017-2018, se lesiona a tres jornadas de terminar la temporada regular, tomando su lugar Nick Foles y posteriormente siendo campeón del super bowl con las águilas de Philadelphia por primera vez en la historia.

#### Indianapolis Colts
El 17 de marzo de 2021 fue traspasado a los Indianapolis Colts a cambio de un pick de tercera ronda del Draft de 2021 y una segunda ronda condicionada del Draft de 2022. 

## Estadísticas
|         | Líder de la liga                                        |
|         | Denota temporada en la que fue campeón de la Super Bowl |
| Negrita | Máximo de carrera                                       |

### Temporada regular
| Año   | Equipo | Partidos | Partidos | Partidos | Pase  | Pase  | Pase | Pase   | Pase | Pase | Pase | Pase  | Pase | Carrera | Carrera | Carrera | Carrera | Fumbles | Fumbles |
| Año   | Equipo | PJ       | PT       | Récord   | Comp  | Att   | Pct  | Yds    | Avg  | TD   | Int  | Rate  | Sks  | Att     | Yds     | Avg     | TD      | Fum     | Lost    |
| ----- | ------ | -------- | -------- | -------- | ----- | ----- | ---- | ------ | ---- | ---- | ---- | ----- | ---- | ------- | ------- | ------- | ------- | ------- | ------- |
| 2016  | PHI    | 16       | 16       | 7-9      | 379   | 607   | 62.4 | 3,782  | 6.2  | 16   | 14   | 79.3  |      | 46      | 150     | 3.3     | 2       | 14      | 3       |
| 2017  | PHI    | 13       | 13       | 11-2     | 265   | 440   | 60.2 | 3,296  | 7.5  | 33   | 7    | 101.9 |      | 64      | 299     | 4.7     | 0       | 9       | 3       |
| 2018  | PHI    | 11       | 11       | 5-6      | 279   | 401   | 69.6 | 3,074  | 7.7  | 21   | 7    | 102.2 |      | 34      | 93      | 2.7     | 0       | 9       | 6       |
| 2019  | PHI    | 16       | 16       | 9-7      | 388   | 607   | 63.9 | 4,039  | 6.7  | 27   | 7    | 93.1  |      | 62      | 243     | 3.9     | 1       | 16      | 7       |
| 2020  | PHI    | 12       | 12       | 3-8-1    | 251   | 437   | 57.4 | 2,620  | 6.0  | 16   | 15   | 72.8  |      | 49      | 258     | 5.3     | 5       | 10      | 4       |
| Total | Total  | 68       | 68       | 35-32-1  | 1,562 | 2,492 | 62.6 | 16,811 | 6.8  | 113  | 50   | 89.2  |      | 258     | 1,061   | 4.1     | 8       | 58      | 29      |

### Playoffs
| Año   | Equipo | Partidos           | Partidos           | Partidos           | Pase               | Pase               | Pase               | Pase               | Pase               | Pase               | Pase               | Pase               | Pase               | Carrera            | Carrera            | Carrera            | Carrera            | Fumbles            | Fumbles            |
| Año   | Equipo | PJ                 | PT                 | Récord             | Comp               | Att                | Pct                | Yds                | Avg                | TD                 | Int                | Rate               | Sks                | Att                | Yds                | Avg                | TD                 | Fum                | Lost               |
| ----- | ------ | ------------------ | ------------------ | ------------------ | ------------------ | ------------------ | ------------------ | ------------------ | ------------------ | ------------------ | ------------------ | ------------------ | ------------------ | ------------------ | ------------------ | ------------------ | ------------------ | ------------------ | ------------------ |
| 2017  | PHI    | No jugó por lesión | No jugó por lesión | No jugó por lesión | No jugó por lesión | No jugó por lesión | No jugó por lesión | No jugó por lesión | No jugó por lesión | No jugó por lesión | No jugó por lesión | No jugó por lesión | No jugó por lesión | No jugó por lesión | No jugó por lesión | No jugó por lesión | No jugó por lesión | No jugó por lesión | No jugó por lesión |
| 2018  | PHI    | No jugó por lesión | No jugó por lesión | No jugó por lesión | No jugó por lesión | No jugó por lesión | No jugó por lesión | No jugó por lesión | No jugó por lesión | No jugó por lesión | No jugó por lesión | No jugó por lesión | No jugó por lesión | No jugó por lesión | No jugó por lesión | No jugó por lesión | No jugó por lesión | No jugó por lesión | No jugó por lesión |
| 2019  | PHI    | 1                  | 1                  | 0-1                | 1                  | 4                  | 25.0               | 3                  | 0.8                | 0                  | 0                  | 39.6               |                    | —                  | —                  | —                  | —                  | —                  | —                  |
| Total | Total  | 1                  | 1                  | 0-1                | 1                  | 4                  | 25.0               | 3                  | 0.8                | 0                  | 0                  | 39.6               |                    | —                  | —                  | —                  | —                  | —                  | —                  |